# George Nicolaescu
George Nicolaescu (n. 3 mai 1885, Ghilad – d. 3 martie 1975, Ciacova) a fost un deputat în Marea Adunare Națională de la Alba Iulia, organismul legislativ reprezentativ al „tuturor românilor din Transilvania, Banat și Țara Ungurească”, cel care a adoptat hotărârea privind Unirea Transilvaniei cu România, la 1 decembrie 1918.

## Biografie
George Nicolaescu a studiat la școala primară confesională română. A fost muncitor feroviar și dirijorul corului bisericesc din Ghilad.  Membru al Partidului Național Român în preajma Primului Război Mondial, desfășoară, ca dirijor al corului bisericesc și comunal din Ghilad o rodnică activitate de afirmare a cântecului românesc, de conservare a tradițiilor naționale. În toamna anului 1918 a luat parte la înlăturarea autorităților austro-ungare din comună și ca membru al Gărzilor Naționale Române va contribui la apărarea ordinei și vieții locuitorilor. După Marea Unire activează ca muncitor feroviar și dirijor de cor.

## Activitatea politică
A fost membru al Partidului Național Român, precum și membru al Gărzii Naționale din localitate. Ca deputat în Marea Adunare Națională din 1 decembrie 1918 a reprezentat Cercul Electoral Pardani.